# Les Hanois
Les Hanois är en klippa i kronbesittningen Guernsey. Den ligger i den västra delen av landet utanför huvudön.